# 79212 Martadigrazia
79212 Martadigrazia è un asteroide della fascia principale. Scoperto nel 1994, presenta un'orbita caratterizzata da un semiasse maggiore pari a 2,220009 UA e da un'eccentricità di 0,135279, inclinata di 7,559808° rispetto all'eclittica. Ha un diametro di 1,517 km.